# Louis Bernard-Saint-Affrique
Louis Bernard de Saint-Affrique, auch bekannt als Louis Bernard oder  Bernard de Saint-Affrique (* 1. Juli 1745 in Valleraugue (Gard); † 22. Januar 1799 in Saint-Affrique (Aveyron)) war ein französischer Politiker, Mitglied im Nationalkonvent und im Rat der Fünfhundert während der Französischen Revolution.

## Leben
Die Beschreibung folgt dem „Dictionnaire des parlementaires français de 1789 à 1889 (Verzeichnis der französischen Parlamentarier von 1795 bis 1889)“. Er war protestantischer Geistlicher in Saint-Affrique, daher sein Name, und unterstützte die Französische Revolution zugunsten der Glaubensfreiheit. Protestanten wurden im Ancien Régime unterdrückt und verfolgt. Am 7. November 1792 wurde er im Departement Aveyron zum Abgeordneten des Nationalkonvents gewählt, mit 321 Stimmen von 513 Wählern.

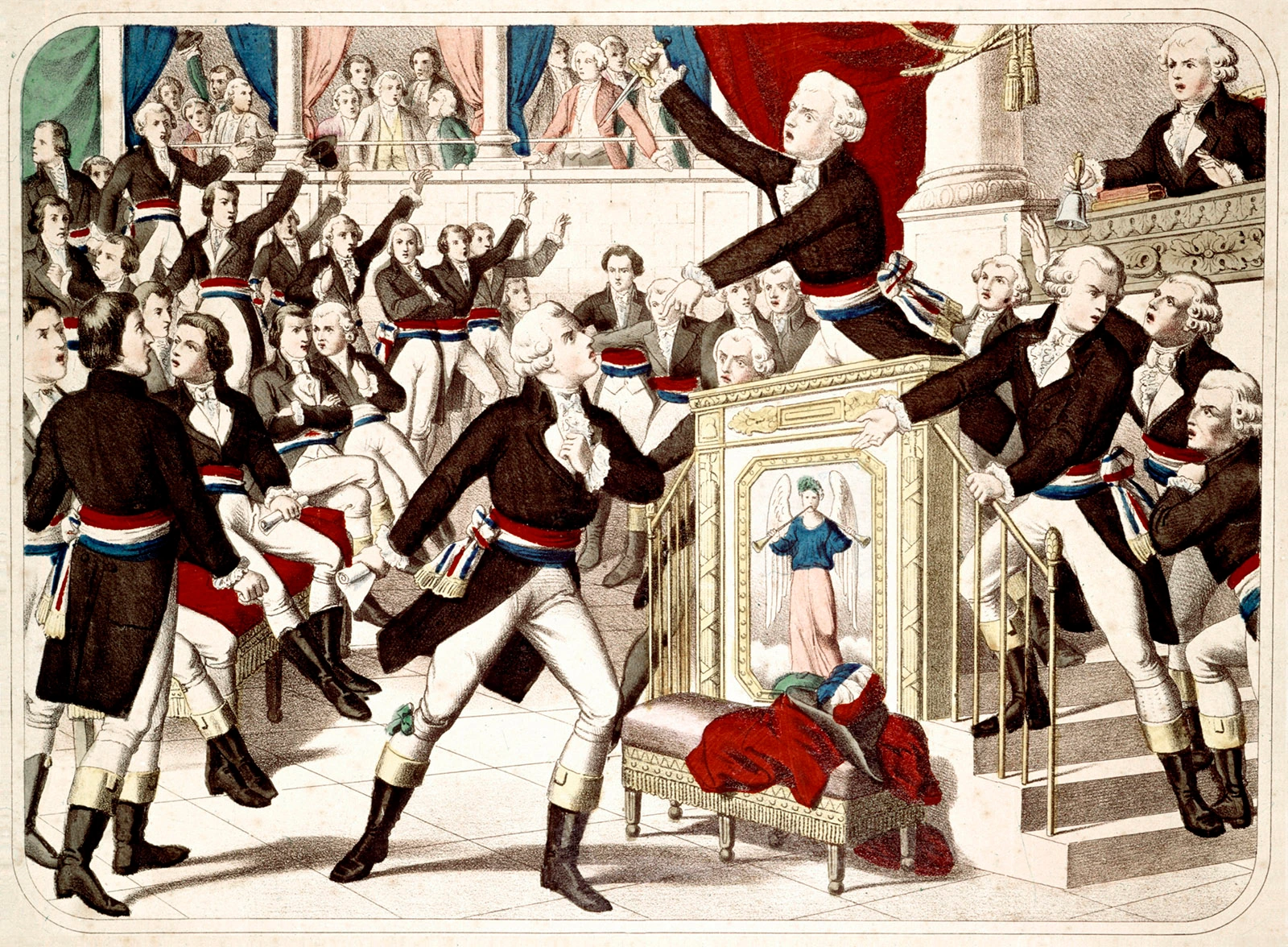
Nationalkonvent: Jean-Lambert Tallien versucht Maximilien Robespierre zu töten, 27. Juli 1794 (July 27, 1794)

Er gehörte zu den Gemäßigten und stimmte gegen die Hinrichtung Ludwigs XVI. Im Jahr 1793 gab er im Auftrag des Konvents eine Untersuchung von Georges Couthon über Louis Capet (Ludwig XVI.) heraus. Er war Mitglied mehrerer Kommissionen der Nationalversammlung, unter anderem zur Inspektion der Provinzen und der Armee. Manchmal stellte er sein Wohlwollen in den Dienst seltsamer Anliegen: Der Marquis de Sade wandte sich an ihn, nachdem er ruiniert war, um eine Stelle in der neuen Verwaltung zu erhalten. Bernard unterstützte dieses Gesuch und de Sade wurde zum Sekretär der Sektion Place Vendôme ernannt.
Am 23. Vendémiaire im Jahr IV wurde Bernard mit 165 von 296 Stimmen zum Abgeordneten für Aveyron im Rat der Fünfhundert gewählt, er wurde zum Sekretär im Ventôse des Jahres IV und zum Präsident dieser Versammlung im Messidor des Jahres V gewählt.

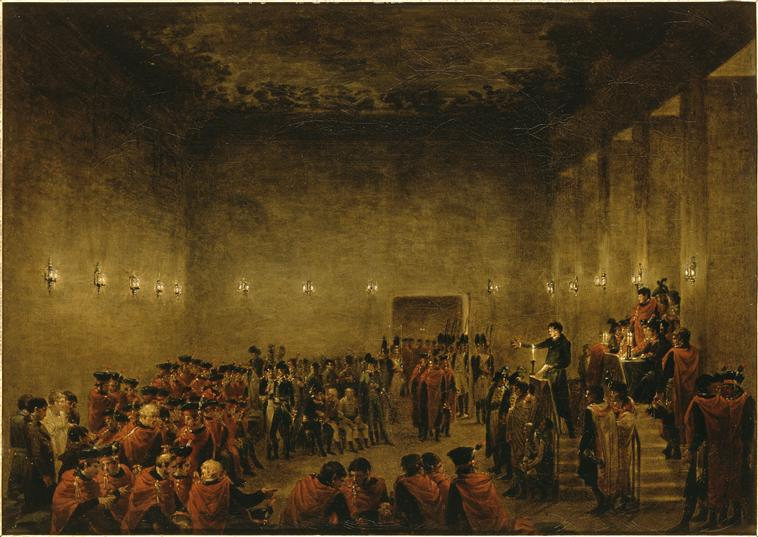
Rat der 500 in Saint-Cloud

Er verließ den Rat am 1. Prairial des Jahres VI und zog sich nach Saint-Affrique zurück, wo er im folgenden Jahr starb. Die Datums-Angaben beziehen sich auf den Französischen Revolutionskalender, seine Mitgliedschaft im Rat der Fünfhundert dauerte vom 15. Oktober 1795 bis zum 19. Mai 1798.

## Nachkommen
Sein Stiefsohn Maurice Mathieu war General unter dem Direktorium und später unter Napoleon und Ludwig XVIII.
Antoine de Saint-Affrique (* 1964) wechselte nach einer Karriere bei der französischen Kriegsmarine ins Management, zuerst bei Unilever, dann als CEO bei Barry Callebaut und seit 2021 leitet er den Nahrungsmittelkonzern Danone.